# Bojana Novakovic
Bojana Novakovic (Belgrad, Sèrbia (ex-Iugoslàvia), 17 de novembre de 1981) és una actriu sèrbia.

## Biografia
Novakovic és filla d'un enginyer i d'una artista. La seva germana menor és l'actriu Valentina Novakovic.
El 2002 es va graduar en l'escola National Institute of Dramatic Art (NIDA) amb un grau en actuació. El 2013 va començar a sortir amb l'actor nord-americà Jason Segel, no obstant això la relació va acabar més tard.
Bojana té la seva pròpia companyia de teatre independent anomenada Ride On Theatre al costat de Tanya Goldberg. El 2004 es va unir a l'elenc de la sèrie The Cooks on va interpretar a Raffa fins a 2005 després que la sèrie va ser cancel·lada.
El 2007 es va unir a l'elenc principal de la sèrie Satisfaction on va interpretar a la treballadora sexual Tippi, fins a la segona temporada. Aquell mateix any va escriure i va dirigir Sugar, que es va estrenar en el Adelaide Fringe Festival.
El 2008 va obtenir un petit paper en la pel·lícula Set ànimes, interpretada per Will Smith i Rosario Dawson. Aquell mateix any va adaptar i va dirigir l'obra Fake Porno que va protagonitzar la seva amiga, l'actriu Peta Sergeant; l'obra es va estrenar a Melbourne. El 2010 es va unir a l'elenc de la pel·lícula Edge of Darkness, on va interpretar a Emma Craven la filla de Thomas Craven (Mel Gibson).
El 2014 es va unir a la sèrie Rake, versió estatunidenca de la sèrie australiana amb el mateix nom, on va interpretar Melissa "Nikki" Partridge, una ex-acompanyant amb la qual l'advocat Keegan Joye (Greg Kinnear) es troba i que després es converteix en advocada, fins al final de la sèrie aquell mateix any, després que el programa fos cancel·lat després de la seva primera temporada.
A finals de març de 2016 Bojana es va unir a l'elenc principal del drama Four Stars, on dona vida a la periodista Ali Buckley, en la sèrie on comparteix crèdits amb l'actor Wilmer Valderrama.
El gener del 2017 es va unir a l'elenc de la pel·lícula I, Tonya on dona vida a Doddie Teachman, la segona entrenadora de Tonya Harding (Margot Robbie).

## Filmografia

### Cinema
- 1997: Blackrock de Steven Vidler: Tracy Warner
- 2004: Thunderstruck  de Darren Ashton: Anna
- 2004: Everything Goes (curt) d'Andrew Kotatko: Una amiga de Brianie
- 2006: Solo de Morgan O'Neill: Billie
- 2006: Optimisti de Goran Paskaljevic: Marina
- 2008: Set ànimes (Seven Pounds) de Gabriele Muccino: Julie
- 2009: Arrossega'm a l'infern (Drag Me to Hell) de Sam Raimi: Ilenka
- 2010: Edge of Darkness de Martin Campbell: Emma Craven
- 2010: Devil de John Erick Dowdle: Sarah Caraway
- 2011: Burning Man, de Jonathan Teplitzky: Sarah
- 2012: The King Is Dead! de Rolf de Heer: Therese
- 2014: The Little Death de Josh Lawson: Maeve
- 2015: The Hallow de Corin Hardy: Clara Hitchens
- 2017: I, Tonya de Craig Gillespie: Dody Techman
- 2017: Beyond Skyline de Liam O'Donnell: Audrey

### Televisió
- 2003: Marking Time de Cherie Nowlan: Randa
- 2006: BlackJack: At the Gates de Peter Andrikidis: Nikki
- 2007-2009: Satisfaction: Tippi
- 2015-2016: Shameless: Bianca